# Microsoft Network Monitor
Microsoft Network Monitor（中文譯名：微軟網絡監視器）是一個數據包擷取器，已被Microsoft Message Analyzer取代。

## 特色
Network Monitor 3.4的一些主要功能包括以下內容：
- 進程跟踪
- 無線監視模式（需要受支持的無線網卡）
- 實時採集並顯示數據幀

## 附註
新版(3.4)程式僅提供封包抓取功能，
如需分析封包，需要另外安裝Monitor Parsers。
目前MicroSoft提供的 Network Monitor Open Source Parsers URL( https://archive.codeplex.com/?p=NMParsers （页面存档备份，存于） )已經失效